# いばらきイメージアップ大賞
いばらきイメージアップ大賞（いばらきイメージアップたいしょう）は、茨城県民に誇りをもたらし茨城県のイメージアップに寄与するような取り組みに対して、茨城県が授与・表彰を行う賞である。2006年度（平成18年度）に始まって以降、2017年度（平成29年度）まで毎年度選出・授与されていた。

## 概要
同県または県内地域の知名度・イメージの向上に寄与するおおよそ3年以内の取り組みに対して与えられる。既に寄与したと認められた活動だけでなく、今後も継続的に取り組むことによって、同様に知名度・イメージ向上の効果が期待できる取り組みも表彰の対象となる。活動の分野や主体は問われず、スポーツ・音楽・芸術・地域づくり等どの分野でも、また、個人・企業・行政等どの活動主体でも差し支えない。
この賞は茨城県の『平成29年度 主要事業の概要』では12項目ある重点プロジェクトのひとつ「ストップ少子化・移住促進プロジェクト」の中の事業として位置づけられている。事業担当部署は企画部企画課であった。

## 選考方法
年度毎に設定された期間中に自薦・他薦により応募された取り組みから、茨城県知事を委員長とした、外部有識者から構成されるいばらきイメージアップ大賞実行委員会の審査を経て、大賞と3つほどの奨励賞が選ばれる。委員の合議によっては特別賞も選ばれる。

### 実行委員会メンバー
歴代受賞の発表資料に記されている委員会メンバーは以下である。
- 委員長（茨城県知事）
  - 橋本昌 （2016年度まで）
  - 大井川和彦　（2017年度）
- 委員
  - 青木智也（作家、茨城王）
  - 織作峰子（写真家）
  - 川上美智子（茨城キリスト教大学教授）
  - 河野純子（住友商事）
  - 北村森（商品ジャーナリスト）
  - 蓮見孝（札幌市立大学理事長・学長）
  - 渡辺広之（東京都市大学特別教授）
  - エバレット・ブラウン（写真家） （2016年度から)

## 歴代受賞
| 年度     | 大賞                                                                                  | 奨励賞 | 特別賞                                         | 発表資料 | 表彰式                                                      |
| 2006年度 | つくばエクスプレスとつくばスタイル                                                    | - 里美ツーリズム研究会(常陸太田市) - 水戸オセロプロジェクトいばらき推進委員会 - 西塩子の回り舞台保存会(常陸大宮市) - いしやのトマト組合(笠間市、桜川市) - NPO法人 大洗海の大学 - 桜川市真壁地区の住民の皆さん | －                                             |          | 2006年10月19日 茨城県立県民文化センター                     |
| 2007年度 | 茨城ゴールデンゴールズ                                                                | - 笠間の陶炎祭を中心とした芸術・文化のまちづくり - 茨城県常陸牛振興協会 - やさと茅葺き屋根保存会(石岡市) | －                                             |          | 2007年12月25日 都道府県会館                                 |
| 2008年度 | - 株式会社鹿島アントラーズ・エフ・シー - 筑波大学山海嘉之教授とサイバーダイン株式会社 | - 大子のまちおこし - 行方市麻生商工会 - シャトーカミヤ(牛久市) | －                                             |          | 2009年2月17日 都道府県会館                                  |
| 2009年度 | ロック・イン・ジャパン・フェスティバル                                                | - 国民宿舎「鵜の岬」(日立市) - 木内酒造合資会社 - 野村花火工業株式会社 - いばらき市(東京都港区) | －                                             |          | 2010年2月10日 都道府県会館                                  |
| 2010年度 | 映画『桜田門外ノ変』                                                                  | - アクアワールド茨城県大洗水族館 - 茨城県立大洗高校マーチングバンド部『BLUE-HAWKS』 - かすみがうらマラソン 兼 国際盲人マラソンかすみがうら大会                                                                | －                                             |          | 2011年2月14日 都道府県会館 (いばらきロケ大賞表彰式同時開催) |
| 2011年度 | 土浦全国花火競技大会                                                                  | - ほしいも学校プロジェクト - ひたちなか海浜鉄道湊線を中心とした地域づくり - 結城紬の振興に係る関係者の皆さん                                                                                                  | 特別賞 - 震災復興県民運動 - ドラマ「水戸黄門」 |          | 2012年2月8日 都道府県会館                                   |
| 2012年度 | 宇宙センターと科学のまちつくば                                                        | - いばらきのフィルムコミッションネットワーク - 六角堂を中心とした北茨城市の復興まちづくり - 水戸の街中の新しいにぎわいプロジェクト                                                                            | －                                             |          | 2013年2月6日 都道府県会館                                   |
| 2013年度 | 大洗「ガルパン」プロジェクト                                                          | - 常陸太田市地域おこし協力隊 Relier - 復興支援映画「天心」 - モーハウスと子連れスタイル | －                                             |          | 2014年2月5日 都道府県会館                                   |
| 2014年度 | ひたち海浜公園 ネモフィラ・コキアの絶景                                               | - 世界に広がる茨城 常陸野ネストビール - 竜神大吊橋と日本一のバンジージャンプ | 特別功労賞 時空戦士 イバライガー               |          | 2015年2月5日 都道府県会館                                   |
| 2015年度 | 水戸芸術館 〜吉田秀和、森英恵、小澤征爾と共に育む芸術文化発信拠点〜                   | - ２年連続どんぶり王座 友部サービスエリア(上り線) - ラムサール条約登録湿地 涸沼 | ウラ大賞 ねば〜る君                            |          | 2016年2月5日 都道府県会館                                   |
| 2016年度 | - アーカスプロジェクトから県北芸術祭 - 株式会社鹿島アントラーズ・エフ・シー           | - 茨城の誇る地酒 - 江戸崎かぼちゃ(稲敷市) | 特別賞（観光誘客） 牛久大仏                    |          | 2017年2月7日 都道府県会館                                   |
| 2017年度 | 連続テレビ小説「ひよっこ」（奥茨城村）                                                | - 茨城の栗 - 茨城三大銘茶（奥久慈茶、さしま茶、古内茶） - 筑波大学蹴球部 | 株式会社ブランド総合研究所                     |          | 2018年2月7日 ホテルグランドアーク半蔵門                     |